# ブルーマーメイド
ブルーマーメイド（Blue Mermaid）は、津軽海峡フェリーが運航するフェリー。

## 概要
ブルードルフィン2（旧：ブルードルフィン）に続く「カジュアルクルーズフェリー」の第2船として、内海造船瀬戸田工場で建造され、2014年4月16日に就航した。ブルードルフィンは、在来船の改造であったため、津軽海峡フェリーへの移行後、青函航路に就航した初の新造船である。
2023年10月2日より、新規航路となる室蘭-青森航路へ転属。
2025年3月7日から4月20日には、川崎近海汽船「シルバーブリーズ」定期点検期間の代船として苫小牧-八戸航路にて運航。
2025年8月、室蘭-青森航路への新造船「ブルーグレイス」投入に伴い再度青函航路に転属。

## 設計
機関は旅客フェリーとしては比較的珍しい1機1軸構成で、船首はバルバスバウ、船尾は普通船尾となっている。操船性向上のためバウスラスタ1基、スタンスラスタ2基を装備、舵は低速時の最大舵角が45度のマリナー舵を採用した。車両ランプは、船首（バウバイザー付）、船尾、右舷船首部の3箇所に設置されており、車両甲板は3層で船内スロープで連絡されている。

## 船内
船室は2層で、上層階にスイート、コンフォートの客室、下層階にビューシート、スタンダードの客室とその他公室が配置されている。車両甲板は3層で、ランプは船首、船尾、右舷前方の3箇所に設けられている。車両甲板から客室に直通するエレベーターが設置されており、船内はバリアフリー対応となっている。また、東日本大震災を教訓として災害支援に対応する設備が盛り込まれ可動橋のない岸壁に使用するショアランプドアやストレッチャー搬入に対応したエレベーターや客室、診察対応用のドクタールーム等を設ける。その後2024年1月から3月にかけリニューアルを行い、トラック運転手からのプライバシー向上要望を反映する形で1人用個室の設置を行う。

### 客室
上層階
- スイート（2名×7室） - バス・トイレ付きのツインルーム
- コンフォート（4名×7室） - マットレス付きの洋室

下層階
- ビューシート（46席） - 船首に設けられた展望席。進行方向に向いたリクライニングシートとなっている。
- スタンダード（24名×12室、22名×4室） - カーペット敷きの大部屋
  - レディースルーム
  - ファミリールーム
- ドッグルーム＆ドッグバルコニー - 中型犬、小型犬が利用可能
  - プライベートドッグルーム＆ドッグバルコニー - ペットと一緒に過ごせる客室、大型犬も利用可能
- ドライバールーム

### 設備
いずれも下層階。
- レセプション - 毛布の貸出を実施
- エントランス - マッサージチェアが設置されている
- プロムナード
- マーメイドショップ（売店）
- オートショップ（自動販売機）
- 集中充電コーナー
- 救急室
- 赤ちゃんルーム
- キッズルーム
- シャワールーム - 男性用、女性用が設置されている
- ゲームコーナー